# Guten Morgen Hose
Guten Morgen Hose ist eine, ob der Länge von etwa 12 Minuten als „Kurzoper“ bezeichnete Fernsehoper von Holger Hiller und Andreas Dorau. Das Werk lief 1984 im öffentlich-rechtlichen Fernsehen und wurde anschließend als Schallplatte und auf Video veröffentlicht. Es zeichnet sich durch dadaistische Texte und vehementen Einsatz der damals noch neuen Sampling-Technik aus.

## Vorgeschichte
Sowohl Hiller als auch Dorau hatten vor ihrer Zusammenarbeit bereits erfolgreich Musik gemacht. Hiller war Kopf der international bekannt gewordenen NDW-Band Palais Schaumburg, die er 1982 verlassen hatte, und Dorau hatte 1981 mit „Fred vom Jupiter“ einen Hit im ganzen deutschsprachigen Raum erzielt.
Dorau erhielt dann 1984 das Angebot, in einer gemeinschaftlichen Fernseh-Musiksendung aller dritten Kanäle der ARD aufzutreten, neben Interpreten wie z. B. Spandau Ballet. Dorau entschied sich jedoch gegen den üblichen Auftritt und trat an Holger Hiller heran mit dem Ziel, in der kurzen verfügbaren Zeit das Gegenstück eines schlichten Hits darzustellen, nämlich eine Oper. Neben der musikalischen war dafür auch eine dramatische Komponente zu berücksichtigen, es musste also ein spezielles Stück für den Auftritt produziert und eine Inszenierung realisiert werden.

## Text und Musik
Hiller entschied sich, erst die Texte auszuwählen, dann dazu die passenden Sänger zu suchen und zum Schluss zu dem aufgenommenen Gesang die Musik aufzunehmen. Für das Libretto war Hiller zuständig, er wählte dazu Fragmente aus älteren Stücken, aus Tageszeitungen, Filmen, Bildunterschriften, Trivialliteratur etc., und variierte ihre Kombination so lange, bis sie trotz ihrer Surrealität eine zusammenhängende Fabel ergaben. Die Figur der Lucy stellt wohl einen direkten Verweis auf die Figur der Lucy Ewing aus der Fernsehserie Dallas dar. Die von der Kritik immer wieder erwähnte Verwandtschaft mit dadaistischen Texten war unbeabsichtigt, Hiller kannte zu der Zeit noch keine dadaistischen Texte.
Auch die Musik wurde nicht wie üblich komponiert: die Sänger mussten den Gesang entlang der Texte frei improvisieren, anschließend gestaltete Hiller anhand dieser Vorgabe die Musik mit dem Sampler. Als Samplingmaterial diente ihm Musik der klassischen Moderne, produziert wurde mit einem gemieteten E-mu Emulator. Ungeachtet des Ausgangsmaterials blieb die Musik tonal. An einer Stelle im zweiten Teil wurde das Produktionsprinzip allerdings unterlaufen, und zwar als Lucy die arienartige Phrase „A-ha-ha-ha-haaa!“ singt. Die Sängerin sang diese auf Anweisung Hillers, um damit ein deutliches Bekenntnis zur Form der Oper im Gegensatz zur Operette abzugeben, die auch zeitweise für „Guten Morgen Hose“ in Betracht gezogen wurde.
Keiner der Sänger war ausgebildet, die Solopartien sangen neben Hiller und Dorau der benachbarte Hausmeister Sol Rubio und seine Freundin Erika Kochs. Hillers Freundin Catherine Lienert, die häufig mit Hiller zusammenarbeitete, Doraus Backgroundsängerin Hagar Groeteke und Moritz Reichelt von Der Plan bildeten den „Hosenchor“. Zu ihm hatte sich Hiller von der griechischen Tragödie anregen lassen, wo der Chor kommentierende Funktion hat.

## Handlung
„Guten Morgen Hose“ ist in zwei nicht näher benannte Teile gegliedert, der erste rund siebeneinhalb, der zweite knapp fünf Minuten lang. Bis auf Dorau als Jonny und Hiller als Hose trat keiner der Interpreten in der Inszenierung auf. Im Video treten maskierte Darsteller bzw. Hosen an Nylonfäden in Erscheinung, die Lucy spielte Claudia Kaloff.
Nach einigen Eröffnungstakten als Ouvertüre: Johnny (A. Dorau) sitzt sinnierend am Küchentisch und grübelt, singt hadernd davon, dass er 17 Frauen umgebracht habe. Lucy (E. Kochs), seine Tochter, tritt ein, nach einem kurzen Lied schwebt die Hose (H. Hiller) heran und beginnt um Lucys Liebe zu werben. Ein Duett der beiden unterbricht Johnny in eifersüchtiger Wut, die Hose kann ihn nicht besänftigen, aber Lucy interveniert, Vater und Tochter singen gemeinsam.
Herein kommt der Teppich (S. Rubio). Auch er wirbt um Lucy, diese weist ihn aber brüsk und höhnisch zurück. Johnny gerät in rasende Wut und stürzt mit einem Messer auf den Teppich zu. Im Kampf tötet er ihn, verletzt sich zugleich aber ebenfalls tödlich und stirbt in Lucys Armen. Lucy und die Hose singen mit dem Hosenchor das „Lied vom Wunderglaube“ als Finale, Regen und Donner beschließen den zweiten Teil, das Ende bleibt offen.

## Veröffentlichungen
Nach der Fernsehausstrahlung in den dritten Programmen der ARD erschien „Guten Morgen Hose“ 1984 als Maxi-Single beim Düsseldorfer Ata-Tak-Label sowie als Single beim niederländischen Label Pick Up Records. Bei Konzerten Hillers wurde das Video der Inszenierung als Intro gezeigt, Ata Tak veröffentlichte es auf dem Video-Sampler „The Heart of Germany“, für eine Neuausgabe auf DVD wurde das Stück neu gemastert. 2007 wurde der Film beim Ultrahang Festival in Budapest gezeigt. 2015 stellte Moritz Reichelt eine Video-Aufzeichnung bei vimeo bereit.

## Rezeption
Ian Moorse lobte in der Zeitschrift Elaste 1984 die Platte mit den Worten: „Kommt keiner dran vorbei.“ Insbesondere hob er die „erstaunlichen Texte“ und die „sensationelle Instrumentierung“ hervor. Frank Apunkt Schneider sprach 2007 von einer „wahnsinnigen Dada-Peking-Oper, […], die Hochkultur mit Meta-Hochkultur verprügelt“. Er lobte neben der „inhaltlichen und […] textlichen Fülle“ vor allem die filmische Umsetzung, die er als „sensationell“ bezeichnet. Jutta Koether bemerkte, dass das Stück teils sehr ernst als Kunst rezipiert werde, obwohl es voller „populärer Inhalte (Inzest, Vatermord)“ stecke.
Die Veröffentlichung wurde aufgenommen in die Sammlungen der Hamburger Kunsthalle und des Rijksmuseum Twenthe.